# Jiangsu Da Niang Dumpling Co
Da Niang Dumplings Holdings Limited oder Jiangsu DaNiang Dumpling Co., Ltd kurz: Da Niang Dumpling (DND; chinesisch 大娘水餃, Pinyin Dàniáng Shuǐjiǎo) ist eine chinesische Fast-Food-Kette, die verschiedene chinesische Teigtaschen anbietet.

## Geschichte

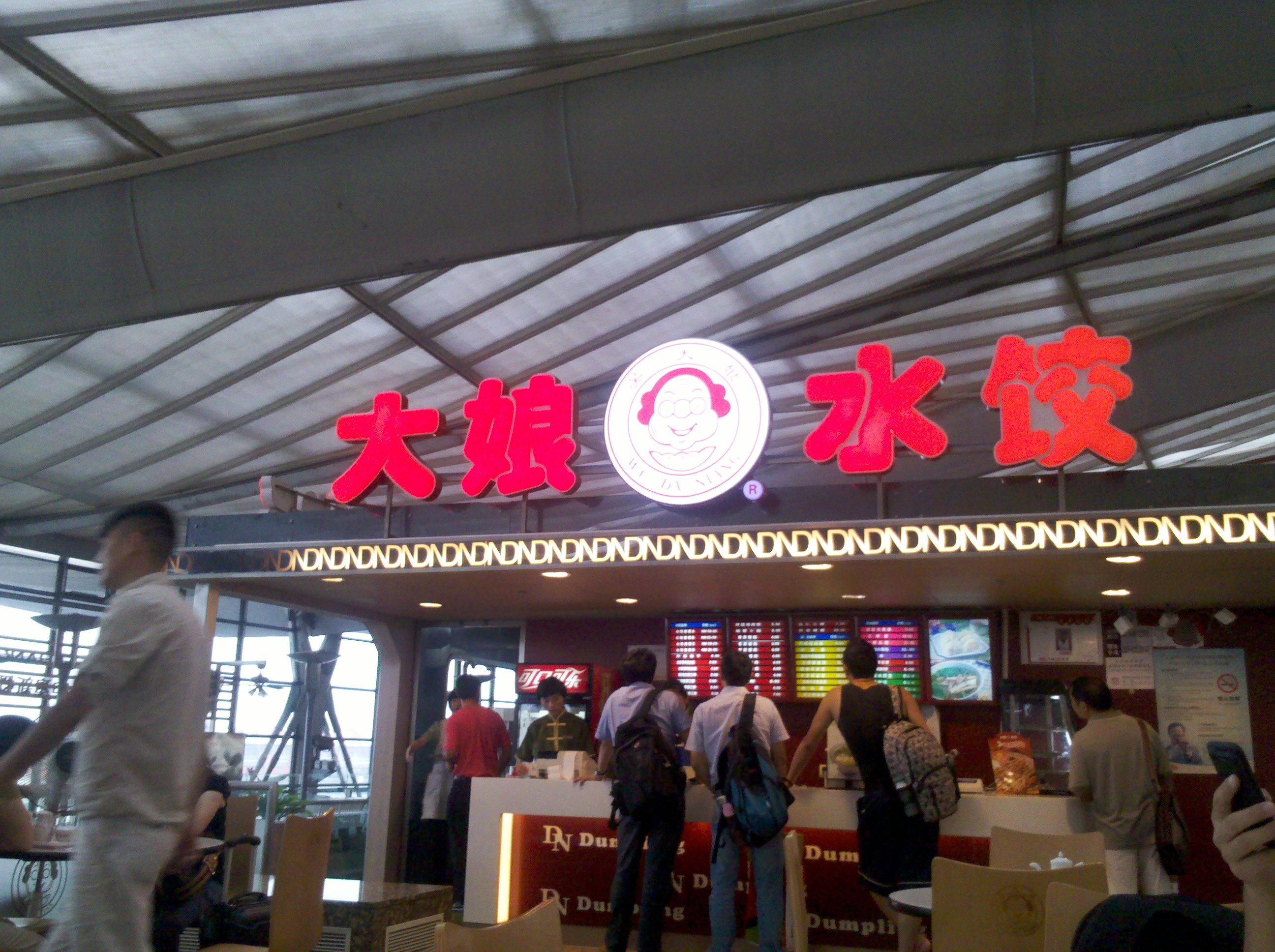
Filiale in Shanghai

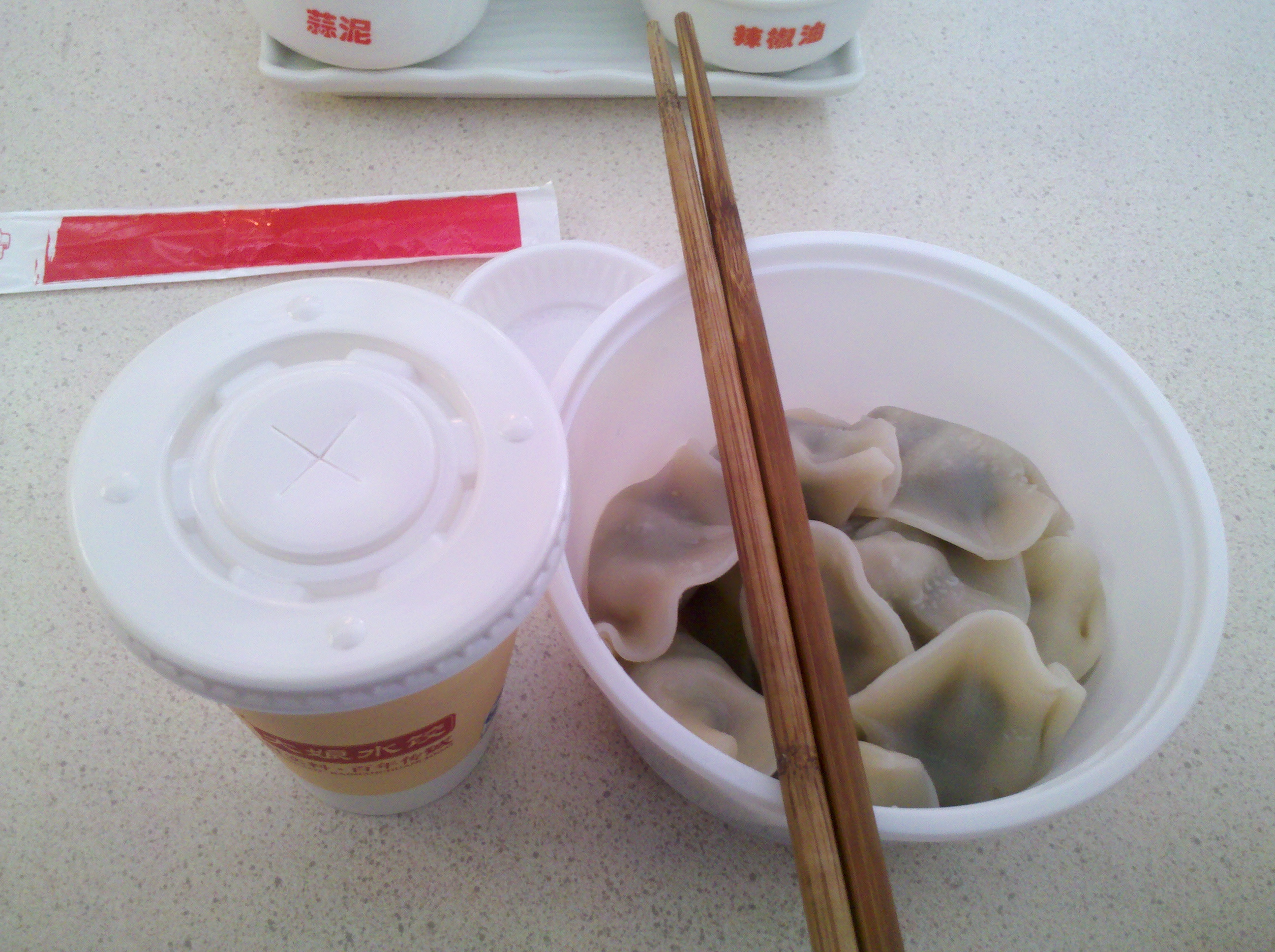
Die angebotenen Teigtaschen

Das Unternehmen wurde 1996 in China gegründet. Im Jahre 2012 hatte das Unternehmen 424 Fast-Food-Lokale und im Jahr 2013 waren es 514. 2013 wurde das Unternehmen von CVC Capital Partners aufgekauft.